# Lalovaea
Lalovaea ist ein Dorf auf der Insel Upolu in Samoa. Der Ort liegt im Distrikt Tuamasaga und im Umkreis der Hauptstadt Apia. 2006 hatte der Ort 891 Einwohner.

## Geographie
Der Ort liegt südlich des Stadtzentrums zwischen Saleufi und Togafuafua im Norden und Moto‘otua im Süden. Di siedlung ist nochmals in Lalovaea Sisifo und Lalovaea Sasa‘e geteilt. Im Süden erhebt sich der Mount Vaea.
Durch die Siedlung verläuft der Fluss Vailima und eine Einrichtung der Samoa Water Authority befindet sich am Fuß des Berges. Außerdem befinde sich in der Siedlung auch die Our Lady of Mount Carmel Church und das Government Prayer House.